# Les Chéris

Les Chéris este o comună în departamentul Manche, Franța. În 2009 avea o populație de 262 de locuitori.